# Final Frontier
Final Frontier è l'unico singolo estratto dall'album di debutto di MC Ren, Kizz My Black Azz. L'album campiona The Bridge Is Over dei Boogie Down Productions.